# Школа управления имени Джона Ф. Кеннеди
Школа управления им. Джона Ф. Кеннеди (англ. John F. Kennedy School of Government) (также известна как Гарвардская школа Кеннеди, Гарвардский институт государственного управления им. Джона Ф. Кеннеди) — один из факультетов Гарвардского университета, готовящий специалистов в области государственного управления, экономического развития и политологии.
Кампус находится на улице Джона Ф. Кеннеди в городе Кембридж, штат Массачусетс и прилегает к Мемориальному Парку Джона Ф. Кеннеди. Школа предлагает студентам пять магистерских программ, четыре докторские программы и кратковременные программы обучения без присуждения диплома. Некоторые из программ предлагаются совместно с другими факультетами Гарвардского университета. Школа организует различные исследования в области государственного управления, экономического развития, политологии, а также различную общественную деятельность.
Школа была основана в 1936 году на пожертвование в размере 2 млн долларов, полученное от конгрессмена Луция Литтауэра. Одно из зданий кампуса носит его имя. В 1966 году школа получила имя президента США Джона Ф. Кеннеди. Школа стабильно получает высшие места в рейтингах высших учебных заведений в своей сфере.
С 2004 по 2015 год её деканом являлся Дэвид Эллвуд, профессор политической экономии. С начала 2016 года деканом является бывший директор Управления Конгресса США по бюджету Дуглас Элмендорф.